# Leo Luchner
Leonhard Luchner, kurz Leo Luchner, ist ein deutscher Komponist und Musiker aus Frankfurt am Main. Er schreibt überwiegend orchestrale Werke zu Theaterproduktionen, Filmen, Videospielen und Podcasts.

## Werdegang

### Filmmusikarbeiten
2015 produzierte Leo Luchner seine erste Filmmusik für den Kurzfilm Burned Out von Christopher Schwarz. Nach mehreren weiteren Kompositionen, unter anderem für den Aufklärungsfilm emilophelie der Deutschen Multiple Sklerose Gesellschaft (DMSG), begann Luchner ein Studium der Musikwissenschaft in Dresden. Er lernte Jeremias Hahn kennen, welcher seit 2016 an nahezu jeder Produktion Luchners beteiligt ist. Zusammen arbeiten sie seitdem unter dem Kürzel „J&L“. 2017 bekam er den Auftrag, Musik für den Trailer des ARD-Krimifestivals zu schreiben.

### Publikationen
2017 erfolgte die Veröffentlichung der Single-EP Grand Opening, die es in den Soundcloud-Charts im Genre „Classic“ weltweit auf Platz 24 schaffte und ihm im Anschluss daran einen Vertrag beim japanischen Label und Künstleragentur Amuse einbrachte. Es folgte S-Moonlight, eine weitere Single-EP.
2018 wurde ein Klavieralbum mit Acht Etüden für Klavier veröffentlicht, 2019 dann das Album Constellations mit ausschließlich orchestralen Werken.

### Theaterarbeiten
Für die Produktion von Das große Heft am Sächsischen Staatstheater in Dresden (Premiere Februar 2018) arbeitete er von 2017 bis 2019 als Dirigent. Die Produktion wurde 2019 zum Berliner Theatertreffen eingeladen. Noch im selben Jahr komponierte er die Musik für die Inszenierung von Die Analphabetin am Theater Basel (Premiere September 2019) unter der Regie von Barbara Luchner. Bei einer weiteren Produktion von Barbara Luchner im Zuge der Internationalen Schillertage 2021 am Nationaltheater Mannheim, produzierte und veröffentlichte er Musik für die interaktive Lichtinstallation mit dem Titel Lampensemble.

## Arbeiten
- 2014 Filmmusik zu Burned Out (Regie: Christopher Schwarz)[7]
- 2015 Filmmusik zu emilophelie, Film der DMSG (Regie: Miriam Dold)[8]
- 2016 Soundtrack zu Base 211, Videospiel (Regie/Produktion: Cameron Harford)
- 2016–2017 Filmmusik für Klamm, Onlineserie (Regie: Tommy Fischer)[9]
- 2016 Musik für Campustrailer der Hochschule Mittweida (in Zusammenarbeit mit Jeremias Hahn)
- 2017–2019 Dirigent für Das Große Heft, Staatsschauspiel Dresden (Regie: Ulrich Rasche)[10]
- 2017 Musik für den Trailer des ARD-Krimifestivals in Wiesbaden (Regie: Niva Ehrlich)
- 2017 Grand Opening Single-EP (amuse)[11]
- 2017 S-Moonlight Single-EP mit Jeremias Hahn (amuse)[12]
- 2018 Filmmusik für Ladybug, Animationskurzfilm (Regie: Aaron Metzler)
- 2018 November: Album Acht Etüden Für Klavier  (amuse)[13]
- 2019 September: Album Constellations (amuse)[14]
- 2019 Musik für Die Analphabetin, Theater Basel (Regie: Barbara Luchner)[15]
- 2021 Musik für Lampensemble, Nationaltheater Mannheim, Internationale Schillertage 2021 (Regie: Barbara Luchner)[16]